# Spindasis ohkuranis
Spindasis ohkuranis är en fjärilsart som beskrevs av Siuiti Murayama 1967. Spindasis ohkuranis ingår i släktet Spindasis och familjen juvelvingar. Inga underarter finns listade i Catalogue of Life.